# زاك كاليسون
زاك كاليسون (بالإنجليزية: Zach Callison)‏ مواليد 23 أكتوبر 1997 في سانت لويس، الولايات المتحدة، هو ممثل أمريكي بدأ مسيرته الفنية سنة 2004.

## الأعمال
- هانا مونتانا
- سيم بايونك تايتن
- آي كارلي
- أسطورة كورا
- صوفيا الأولى
- ستيفن البطل
- إن سي آي إس: لوس أنجلوس
- هنري البطل
- العم جدو
- إلينا من آفالور

## وصلات خارجية
- زاك كاليسون على موقع IMDb (الإنجليزية)
- زاك كاليسون على موقع روتن توميتوز (الإنجليزية)
- زاك كاليسون على موقع ألو سيني (الفرنسية)
- زاك كاليسون على موقع ميوزك برينز (الإنجليزية)
- زاك كاليسون على موقع أول موفي (الإنجليزية)
- زاك كاليسون على موقع ديسكوغز (الإنجليزية)
- زاك كاليسون على موقع قاعدة بيانات الفيلم (الإنجليزية)
- زاك كاليسون على موقع كينوبويسك (الروسية)
- الموقع الرسمي